# Pirow
Pirow é um município da Alemanha, situado no distrito de Prignitz, no estado de Brandemburgo. Tem 37,45 km² de área, e sua população em 2019 foi estimada em 424 habitantes.